# Джеймс, Дин
Дин Рубен Джеймс (нидерл. Dean Ruben James; род. 30 апреля 2000, Лейден, Южная Голландия) — индонезийский и нидерландский футболист, левый защитник клуба «Гоу Эхед Иглз» и сборной Индонезии.

## Клубная карьера
Джеймс — воспитанник клуба «Аякс» и «Волендам». 26 мая 2018 года в матче третьего дивизиона против «Схевенинген» он дебютировал за «Йонг Волендам». По итогам сезона 2018/19 резервная команда «Волендама» вышла в Эрстедивизи. В мае 2020 года Джеймс подписал свой первый профессиональный контракт на два года.
23 октября 2020 года в матче против клуба «Дордрехт» он дебютировал в Эрстедивизи. До конца сезона ещё 11 раз вышел в стартовом составе, по итогам сезона клуб завоевал повышение в Эредивизи. 28 августа 2023 года в матче против «Твенте» он дебютировал в высшем дивизионе Нидерландов. В середине 2023 года, Джеймс решил не продлевать истекающий контракт.
18 июля 2023 года Дин подписал контракт с клубом «Гоу Эхед Иглз» до лета 2026 года.

## Достижения
«Гоу Эхед Иглз»
- Обладатель Кубка Нидерландов: 2024/25[нидерл.]